# صدای گرافیکی

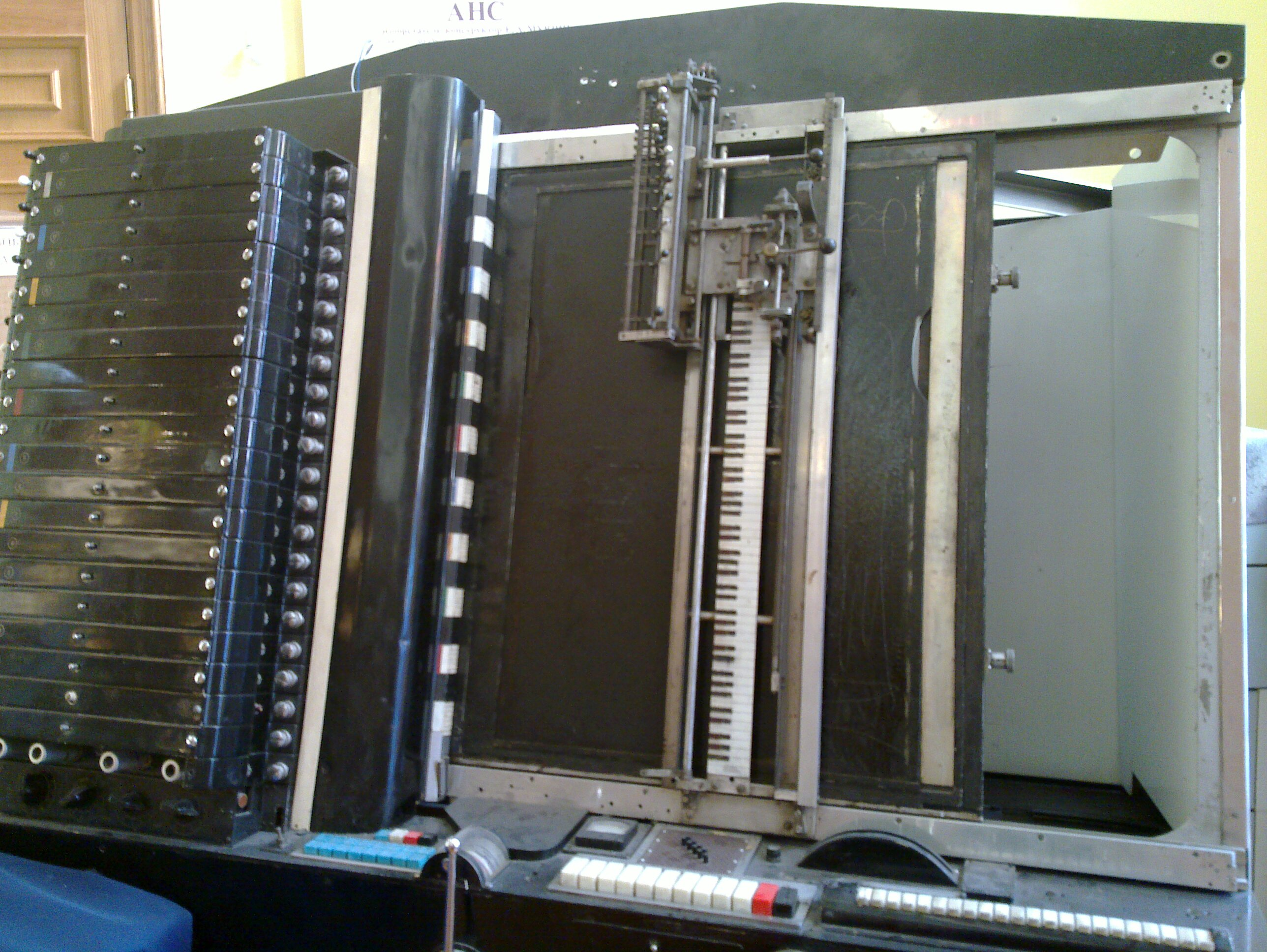
دستگاه ظبط صدا

صدای گرافیکی یا صدای ترسیم شده. Fr. son dessiné، تولید لحن گرافیکی آلمانی؛ این صدای ضبط شده‌ای است که از تصاویر کشیده شده مستقیماً روی فیلم یا کاغذ که سپس با استفاده از یک سیستم صوتی پخش می شوند ایجاد می‌شود. بسته به فناوری به کار رفته چندین تکنیک مختلف وجود دارد، اما همه آنها نتیجه فناوری صدا روی فیلم و بر اساس ایجاد آهنگ‌های صوتی پلی فونیک نوری مصنوعی بر روی فیلم شفاف هستند.

## تاریخ
اولین سیستم‌های عملی صدا روی فیلم تقریباً به طور همزمان در اتحاد جماهیر شوروی، ایالات متحده آمریکا و آلمان ایجاد شد. در شوروی پاول تاگر اولین تحولات را در سال 1926 در مسکو آغاز کرد.
در سال 1927، کمی بیش از چند ماه بعد، الکساندر شورین تحقیقات خود را در لنینگراد (سن پیترزبورگ کنونی) آغاز کرد. نسخه محبوب شورینوفون او که بطور گسترده برای ضبط صدای میدانی و استودیویی استفاده میشد، بر اساس بازتولید مکانیکی شیارهای طولی گرامافون مانند امتداد نوار فیلم بود. نسخه دیگری از سیستم "شورین - کیناپ " که عمدتاً برای تولید صدا روی فیلم استفاده می‌شود، بر اساس یک ضبط نوری با منطقه متغیر روی فیلم است. (رمزگذاری مجدد عرضی همانطور که در روسیه نامیده می شود.)
در سال 1916، آرسنی آوراموف در مقاله "آینده علم موسیقی و عصر جدید در تاریخ موسیقی" دیدگاه خود را در مورد آینده هنر موسیقی اعلام کرد: دانستن راه ضبط، پیچیده‌ترین بافت‌های صوتی با استفاده از گرامافون، پس از تجزیه و تحلیل ساختار منحنی شیار صدا، هدایت سوزن غشای تشدیدکننده، می‌توان با ایجاد شیاری با ساختار مناسب، هر صدایی، حتی خارق‌العاده‌ترین صدا را به صورت مصنوعی ایجاد کرد.
در اکتبر 1929 اولین فیلم سینمایی "پیاتیلتکا". فیلم پلان ولیکیه ربات توسط "یک اتاق" ساخته شده‌است. گروه کار بر روی این فیلم شامل نقاش، تصویرگر کتاب و انیماتور میخائیل تسهخانوفسکی و همچنین مخترع و مهندس با استعداد اوگنی شولپو بود. اما برجسته‌ترین شرکت‌کننده در این پروژه آرسنی آوراموف - آهنگساز، روزنامه‌نگار، نظریه‌پرداز موسیقی، مخترع، یکی از ماجراجوترین افراد زمان خود، محرک اجرا، دشمن آشتی‌ناپذیر سیستم کلاسیک دوازده تن (بر اساس مقیاس خوش خلق) و مروج سیستم اولتراکروماتیک سیستم ولتتون توسعه‌دهنده آلات و ابزارهای موسیقی تجربی، و نویسنده داستان سمفونی آژیرهای کارخانه بود.
اعضای خدمه از منظره اولین قطعه صوتی که تا به حال دیده بودند شگفت‌زده شدند و میخائیل تسخانوفسکی این ایده را بیان کرده بود: "اگر برخی زیورآلات مصری یا یونان باستان را به عنوان آهنگ صوتی در نظر بگیریم، شاید موسیقی باستانی ناشناخته‌ای را بشنویم؟". هر یک از اعضای خدمه بلافاصله در فرآیند صدای فیلم نوری جدید ابزاری را برای تحقق بخشیدن مؤثر به ایده‌های دیرینه خود تشخیص دادند: 
آرسنی آوراموف ، برای توسعه بیشتر مفهوم خود از سیستم "ولتتون" اولتراکروماتیک و کشف کیفیت‌های صوتی صدای تزئینی جدید استفاده کرد.
اوگنی شولپو ، درحال توسعه ابزارهای موسیقی "بی اجرا" خود بود. روز بعد آنها با عصبانیت در حال کار بر روی آزمایش‌هایی بودند که از آنها به عنوان صدای زینتی، طراحی شده، کاغذی، گرافیکی و مصنوعی یاد می‌کردند. در 20 فوریه 1930، درست چند ماه بعد، آرسنی آوراموف روند جدیدی را در سخنرانی خود برای گروه صدا بر روی فیلم در ARRK ذکر کرد. در اکتبر 1930 تکنیک جدیدی در مقاله "ضرب صدا" (انیمیشن صدا) بوجود آمد. دقیقاً در همان زمان تلاش‌های مشابهی در آلمان توسط رودولف پنینگر در مونیخ انجام می‌شد. با توجه به اظهارات اسکار فیشینگر از مقاله خود: زیورآلات صدا برای اولین بار در سال 1932 به زبان آلمانی منتشر شد و سپس در سراسر جهان توزیع شد. بین زینت و موسیقی پیوندهای مستقیم وجود دارد، به این معنی که زیورآلات موسیقی هستند. اگر به نواری از فیلم از آزمایشات من با صدای مصنوعی نگاه کنید، در امتداد یک لبه نوار نازکی از الگوهای زینتی دندانه‌دار خواهید دید. این زیورآلات موسیقی کشیده شده‌اند، آنها صدا هستند. این صداها هنگامی که از طریق یک پروژکتور اجرا می‌شوند، صداهای گرافیکی صداهایی از خلوصی که تاکنون شنیده نشده را پخش می کنند و بنابراین، کاملاً واضح است که امکانات فوق‌العاده‌ای برای ساخت موسیقی در آینده باز می شود. این حرف‌ها در یک روزنامه عمومی آلمان به نام(قدرت و جوهر) بر اساس مقاله‌ای که در سال 1931 منتشر شد. رویکرد آوراموف نیز مشابه بود: «آرسنی آوراموف آهنگساز در مؤسسه علمی-پژوهشی آزمایش‌های جالبی را روی خلق موسیقی دستی انجام می‌دهد. او به جای ضبط صدای رایج روی فیلم با استفاده از میکروفون و فتوسل، به سادگی روی کاغذ اشکال هندسی ترسیم می‌کند و سپس از آنها در مسیر صوتی نوار فیلم عکس می‌گیرد. سپس این نوار فیلم به عنوان یک فیلم معمولی با استفاده از پروژکتور فیلم پخش می‌شود.
در 20 فوریه 1930، درست چند ماه بعد آرسنی آوراموف روند جدیدی را در سخنرانی خود برای گروه صدا بر روی فیلم در ARRK ذکر کرد. آوراموف در اکتبر 1930 تکنیک جدیدی در مقاله "ضرب صدا" توسط ویزنبرگ در سال 1930 توضیح داد.
دقیقاً در همان زمان تلاش‌های مشابهی در آلمان توسط رودولف پنینگر در مونیخ انجام می‌شد. 1931-32، توسط اسکار فیشینگر در برلین. با توجه به اظهارات اسکار فیشینگر از مقاله خود "زیورآلات صدا" که برای اولین بار در سال 1932 به زبان آلمانی منتشر شد و در سراسر جهان توزیع شد، "بین زینت و موسیقی پیوندهای مستقیم وجود دارد، به این معنی که زیورآلات موسیقی هستند. اگر به نواری از فیلم از آزمایشات من با صدای مصنوعی نگاه کنید، در امتداد یک لبه نوار نازکی از الگوهای زینتی دندانه‌دار خواهید دید. این زیورآلات موسیقی کشیده شده‌اند - آنها صدا هستند: هنگامی که از طریق یک پروژکتور اجرا می‌شوند، این صداهای گرافیکی صداهایی از خلوصی که تاکنون شنیده نشده را پخش می‌کنند، و بنابراین، کاملاً واضح است که امکانات فوق.العاده‌ای برای ساخت موسیقی در آینده باز می‌شود.
رویکرد آوراموف نیز مشابه بود؛ آرسنی آوراموف آهنگساز در مؤسسه علمی-پژوهشی آزمایش‌های جالبی را روی خلق موسیقی دستی انجام می‌دهد. او به جای ضبط صدای رایج روی فیلم با استفاده از میکروفون و فتوسل، به سادگی روی کاغذ اشکال هندسی ترسیم می کند و سپس از آنها در مسیر صوتی نوار فیلم عکس می گیرد. سپس این نوار فیلم به عنوان یک فیلم معمولی با استفاده از پروژکتور فیلم پخش می‌شود. این نوار فیلم که توسط فتوسل خوانده می‌شود، تقویت می‌شود و توسط بلندگو نظارت می‌شود، به نظر می‌رسد که حاوی یک ضبط موسیقی شناخته‌شده‌است، در حالی که ارتباط تایم آن با هیچ ابزار موسیقی موجود غیرممکن است.
رفیق آوراموف در حال حاضر مطالعه ای در زمینه ثبت اشکال هندسی پیچیده‌تر انجام می‌دهد. به عنوان مثال، برای ثبت نمایش‌های گرافیکی ساده‌ترین معادلات جبری، ترسیم مدارهای مولکولی برخی از عناصر شیمیایی در این پژوهش، گروهی از کارمندان جوان پژوهشکده فیلم و عکس، آهنگساز را یاری می‌کنند. اورااموف تا پایان دسامبر کار جدید خود را به پایان خواهد رساند و آن را به جامعه فیلم نمایش می‌دهد. احتمالاً گوش دادن به چکیده‌های «موسیقی دستی» در پخش رادیویی سازماندهی خواهد شد (کینو 1931).

## هیئت ملی فیلم کانادا
در دهه 1950، هیئت ملی فیلم کانادا انیماتورها نورمن مک لارن و اولین لمبارت و آهنگساز فیلم موریس بلکبرن آزمایشات خود را با گرافیک آغاز کردند. صدا، اقتباس از تکنیک‌های پنینگر و هنرمند روسی نیکلای وینوف. مک لارن در سال 1951 یک فیلم کوتاه به نام "Pen Point Percussion" ساخت و کار خود را به نمایش گذاشت.<ref name=McLarenfilm>McLaren, Norman. [http: //www.nfb.ca/film/pen_point_percussion/ "Pen Point Percussion"]. فیلم مستند کوتاه. هیئت ملی فیلم کانادا . Retrieved 21 November 2011. {{cite web}}: Check |url= value (help)</ref> سال بعد، مک لارن تحسین برانگیزترین کار خود را به پایان رساند، فیلم ضدجنگ برنده جایزه اسکار «همسایگان» که استاپ موشن پیکسیلاسیون را با یک موسیقی متن گرافیکی ترکیب کرد. "Blinkity Blank" یک فیلم انیمیشن کوتاه محصول 1955 توسط نورمن مک لارن است که مستقیماً بر روی رهبر فیلم سیاه حکاکی شده‌است و جاز بداهه را با صداهای گرافیکی ترکیب می‌کند. در سال 1971، مک لارن آخرین فیلم صوتی گرافیکی خود "سنکرومی" را ساخت.